# Pachydactylus mariquensis
Pachydactylus mariquensis är en ödleart som beskrevs av  Smith 1849. Pachydactylus mariquensis ingår i släktet Pachydactylus och familjen geckoödlor.

## Underarter
Arten delas in i följande underarter:
- P. m. latirostris
- P. m. mariquensis